# (613100) 2005 TN74
(613100) 2005 TN74 è un oggetto transnettuniano in risonanza 3:5 con Nettuno. Alla sua scoperta nel 2005 da parte di Scott S. Sheppard e Chad Trujillo, si ipotizzò che fosse un asteroide troiano di Nettuno a causa di un semiasse maggiore osservato di 30 UA, ma successivamente si confermò un semiasse maggiore di 42,7 UA, quindi ben oltre l'orbita di Nettuno.
L'oggetto è in risonanza orbitale con Nettuno 3:5, ovvero compie 3 rivoluzioni attorno al Sole esattamente nel tempo in cui Nettuno ne compie 5.